# Clemens August Andreae
Clemens August Andreae (* 5. März 1929 in Graz; † 26. Mai 1991 nahe Phu Toey/Thailand) war ein deutsch-österreichischer  Nationalökonom.
Andreae war Universitätsprofessor für politische Ökonomie in Innsbruck und Experte auf dem Gebiet der Geld- und Finanzpolitik. Er war von 1981 bis 1983 Rektor der Universität Innsbruck.
Als Finanzwissenschaftler war er Berater österreichischer und deutscher Minister. Viele seiner oft provokanten Ideen sind inzwischen Wirklichkeit geworden. 1975 stellte Andreae das Altenproblem in Verbindung mit einem umlagefinanzierten Rentensystem dar.

## Leben
Andreae verbrachte den größten Teil seiner Kindheit und Jugend in Gießen, dort war sein Vater Wilhelm Andreae seit 1933 ordentlicher Professor für Volkswirtschaftslehre. Nach Studium und Promotion zum Dr. rer. pol. 1950 in Marburg wurde er 1951 wissenschaftlicher Assistent bei Günter Schmölders in Köln, bei dem er sich 1955 auch habilitierte. 1958 wurde Andreae zunächst außerordentlicher, seit 1962 ordentlicher Professor für Politische Ökonomie an der Universität Innsbruck: Der österr. Bundespräsident Alexander Van der Bellen erwähnte C. A. Andreae bei einem Interview für den ORF (österr. Rundfunk) als seinen Doktorvater.
1951 trat Andreae dem Katholischen Studentenverein Nibelung Köln im KV bei. In Innsbruck wurde er Mitglied der KStV Rhenania Innsbruck im KV und ÖKV. Dort hielt er noch beim 95. Stiftungsfest im Jahre 1990 die Festrede. Er war weiterhin Ehrenmitglied der katholischen Studentenverbindungen AV Austria Innsbruck, KÖHV Leopoldina Innsbruck und KÖHV Alpinia Innsbruck im ÖCV. Weiteres Ehrenmitglied war er außerdem 1984 bei der Gründung der gemischten AV Claudiana Innsbruck "Gönner der ersten Stunde". Ferner war Andreae Ordensritter des Päpstlichen Ritterordens vom Heiligen Grab zu Jerusalem.
Von 1990 an betätigte er sich auch maßgeblich im Medienbereich, er war einer der Herausgeber des österreichischen Wochenmagazins Wochenpresse.
Im Mai 1991 unternahm er zusammen mit vier Assistenten und fünfzehn Studenten der Universität Innsbruck eine Exkursion zum Finanzzentrum Hongkong. Auf dem Rückflug kamen er und seine Begleiter am 26. Mai 1991 beim bis heute größten österreichischen Flugzeugunglück, dem Absturz des Lauda-Air-Fluges 004, in Thailand ums Leben.

## Auszeichnungen (unvollständige Liste)
- Große Goldene Ehrenzeichen für Verdienste um die Republik Österreich[2] (1989)
- Komturkreuz des Verdienstordens der Italienischen Republik
- Große Verdienstkreuz der Bundesrepublik Deutschland

## Schriften
- Finanzielle Stabilität als Richtschnur der Finanzpolitik, Frankfurt am Main 1955
- Abschaffung der Lohnsummensteuer, 1958
- Der größere Markt, Stuttgart 1966
- Finanztheorie, Stuttgart 1969
- Handbuch der österreichischen Finanzwirtschaft, Innsbruck 1970
- Ökonomik der Freizeit, Reinbek 1970
- Finanzpolitik, Stuttgart 1975
- Markenartikel heute, Wiesbaden 1978
- Grundsatzfragen der Gesundheitsökonomie. In: Medica, Seminarzeitschrift, Georg Thieme Verlag, Kongreß-Sonderheft, 1. Jahrgang, 18. November 1980, Festvortrag, S. 15–23
- Vom Boss zum Partner, Zürich 1983
- Quellen des Wachstums, Köln 1985
- Ökonomische Grenzen der Medizin, Mainz 1990
- Wirtschaft und Gesellschaft, (In memoriam hrsg. von Franz Aubele), Berlin 1994
- Mensch und Wirtschaft, Spannungen und Lösungen, Tyrolia Verlag Innsbruck 1966